# Jean-Pierre Évrard
Jean-Pierre Évrard (Saint-Omer, 1936) est un photographe français.

## Biographie
Jean-Pierre Évrard débuta dans la photographie en 1954 à Cambrai en suivant des cours aux Beaux-Arts puis une formation Arts Graphiques.
Il passe une partie de sa carrière dans les années 1970 chez Kodak, animant des formations en métropole et dans les DOM-TOM ainsi qu'en Afrique où il devient responsable de la communication marketing.  
Depuis 30 ans, la formation est une composante importante de sa vie professionnelle, tant pour des photographes amateurs que confirmés.
À partir de 1980, il commence son œuvre photographique personnelle, ce qui deviendra sa principale activité au début des années 1990, réalisant des reportages d'auteur sur les habitants et leur environnement dans de nombreux pays : Côte d'Ivoire, Centrafrique, Bénin, Portugal, etc. Il privilégie les pays d’Afrique et plus particulièrement le Maroc où il se rend régulièrement.
Sa formation technique, commencée il y a 50 ans, l’incite à travailler exclusivement en procédé argentique noir et blanc.
L’ensemble de son travail représente à ce jour plus de 50 000 négatifs dont la moitié dans les pays d’Afrique.
Jean-Pierre Évrard fut membre de l'agence Métis, sociétaire du Salon d'automne de Paris en 1985 et vice-président de l'association les Gens d'images, chargé de l'animation des ateliers à la Maison européenne de la photographie.
C'est aux grands photographes humanistes voyageurs que Jean-Pierre Evrard se réfère le plus souvent et, en particulier son grand ami, son maître Édouard Boubat mais aussi  André Kertész, Pierre Verger, et les grands américains Walker Evans et Paul Strand ainsi que le Man Ray du laboratoire, celui du « pourquoi pas essayer ? ».
Il consacre une part importante de ses loisirs à la restauration de photographies anciennes.
Jean-Pierre Évrard est représenté par la galerie Agathe Gaillard.

## Prix et récompenses
- 2001, Chevalier de l'Ordre des Arts et des Lettres

## Galerie

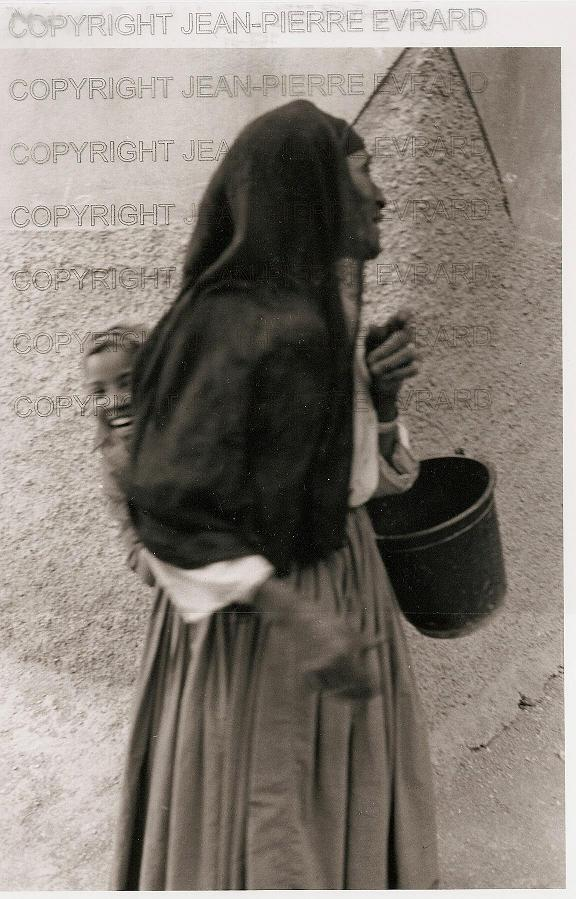
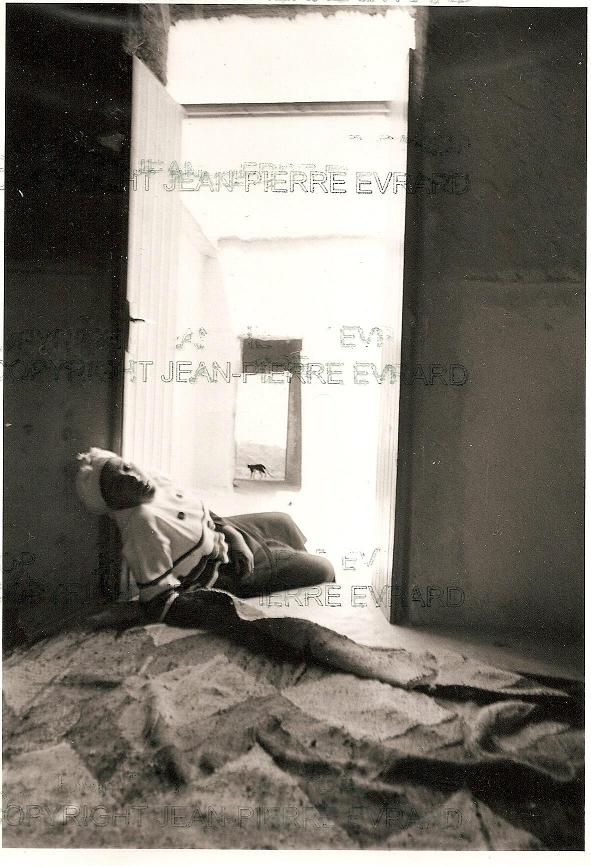
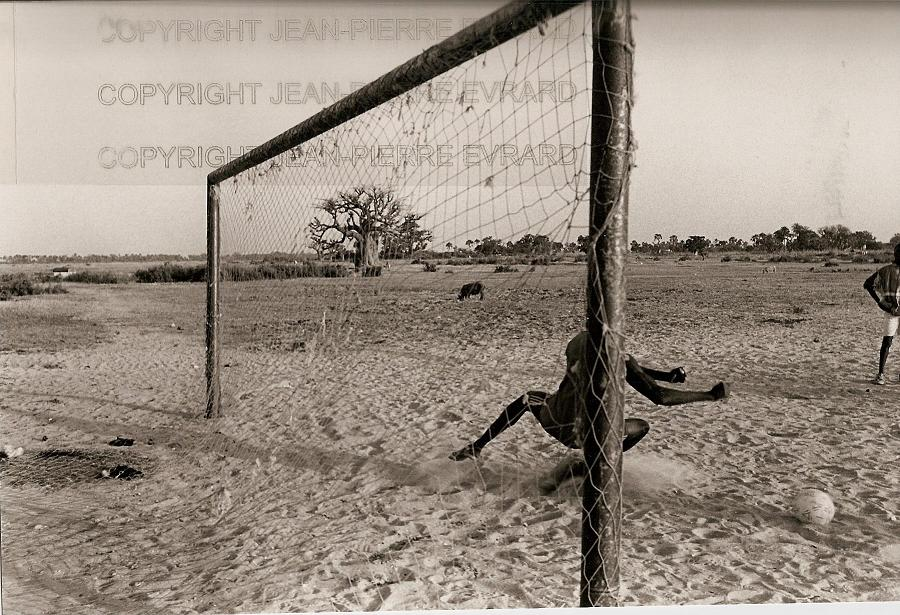
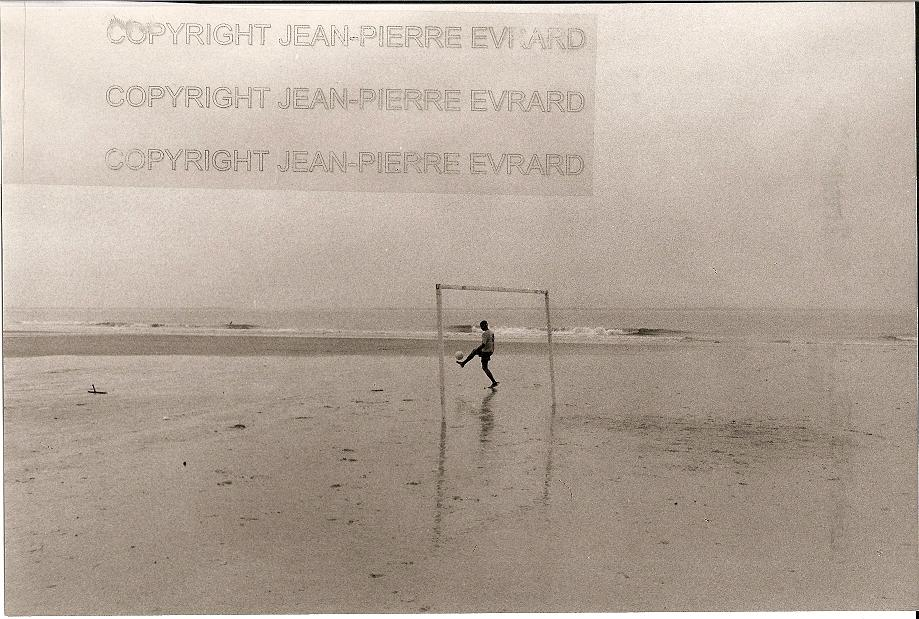

## Collections
- Bibliothèque nationale de France
- Musée Nicéphore-Niépce
- Centre Régional de la Photographie du Nord et du Pas de Calais
- Château d'eau de Toulouse
- Collections privées : Union des Banques à Paris, Union des Banques d’Afrique Centrale à Bangui
- Villes et autres : Nancy, Jarny, Talant, Maromme, Hôtel Scribe de Paris

## Expositions (partielle)
Année 1980
- 1984, Mois de la Photo, Paris
- 1987, Espace Gérard Philipe, Jarny
- 1989, Pays de permission, Galerie Jean-Pierre Lambert, Paris

Années 1990
- 1991, Exposition sur l’Afrique au Festival Multiphot, Chelles
- 1994, Deux regards sur l’Afrique, avec Guy Hersant, Centre vivant d’Art Contemporain, Grignan
- 1995, Troispoux et deux hommes, avec Yvette Troispoux et Jacky Guiet, Bangui, Centrafrique
- 1996, 
  - Afrique à fleur de peau, Picto Bastille, Paris
  - Maroc, Cent vies sages étoilées, Mois de la photo à Talant, Côte d’Or
- 1997, Maroc, Cent vies sages étoilées, Quimper
- 1999, 
  - Maroc, Centre Régional de la Photographie du Nord et Pas de Calais à Douchy-les-Mines
  - Le désir du Maroc, Hôtel de Sully, Paris (collective)

Années 2000
- 2000, Maroc, Condé-sur-Noireau
- 2001,
  - Exposition de 100 photos dans le cadre du festival Multiphot de Chelles
  - Mois de la photographie en Pays Virois, Chapelle du Musée de Vire (avec Willy Ronis et Bertrand Goussé)
- 2002, 
  - Musée des Collections Historiques de la Préfecture de Paris. Exposition sur les bagnes de Guyane, texte de Denis Seznec.
  - Médiathèque de Tourcoing
- 2004, Images voilées dévoilées, Bailleul
- 2005, Maroc.Images voilées, dévoilées, Galerie Agathe Gaillard, Paris
- 2008, Invité d’honneur du mois de la photographie en pays Virois

## Publications, divers
Années 1980
- Illustration de Pays de Permission, poèmes du Mauricien Édouard Maunick, éditions Argraphie, 1989

Années 1990
- Regards sur les Français, ouvrage collectif, éditions Berhtramm, 1991  (ISBN 978-2908023015)
- Vis à Vis n°11, ouvrage collectif, portfolio des acquisitions de la BNF, 1992
- Numéro d'avril 1994, magazine France Photographie,
- Participation au livre L'Œil naïf, texte de Régis Debray éditions Seuil, 1995  (ISBN 978-2020228138)
- 1995, Le lycée Cassini de Clermont (Oise), sous l’impulsion de François Soulages, fait paraître dans le Courrier picard une série de photos commentées chaque semaine par les élèves de la classe de philosophie.
- En 1998, François Soulages l'évoque dans son livre Esthétique de la photographie, au chapitre consacré à l'esthétique du reportage.
- Participation au livre Le Désir du Maroc, éditions Marval réalisé par Tahar Ben Jelloun, Alain D'Hooghe et Mohamed Sijelmassi

Années 2000
- 2003, Carte blanche à Jean-Pierre Evrard dans le magazine Réponses Photo
- 2003, Décoration du Duplex Le Caire de l’Hôtel Scribe, Paris
- 2004, Portfolio dans le magazine Nat Nalin, première revue d’art photographique de Thaïlande
- 2005, Article de Jean-Claude Gautrand dans le mensuel Le Photographe
- 2007, Portfolio dans le magazine trimestriel Phot’Art International n°8